# Überpufferung

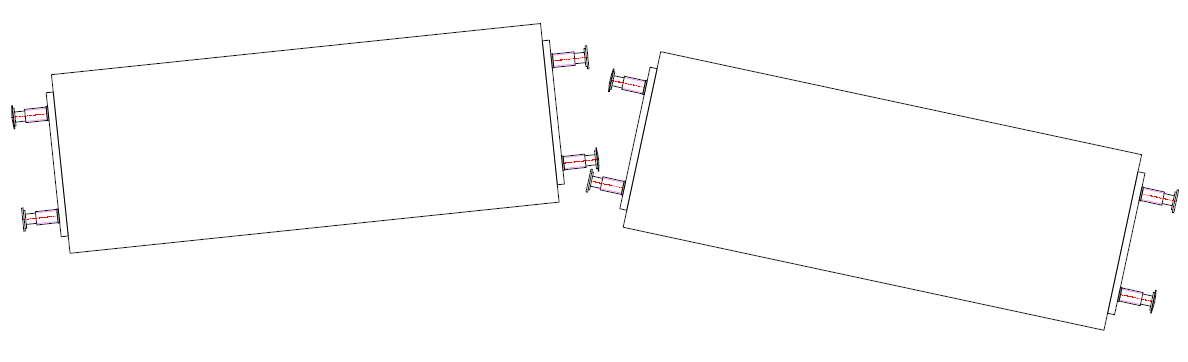
Überpufferung

Die Überpufferung ist ein Unfall, bei dem sich die Puffer zweier Eisenbahnfahrzeuge an der Bogeninnenseite hintereinander schieben.
Eine Überpufferung kann aufgrund hoher Auflaufgeschwindigkeiten von Zügen, beim Rangieren oder im Ablaufbetrieb vorkommen sowie beim Befahren von Gleisen mit extrem kleinem Halbmesser (unter 100 m). Sie kann zum Entgleisen führen. In der EBO wird vorgeschrieben, Fahrzeuge mit Puffern für Gleisbögen ≥ 150 m auszurüsten. Der Radius von Gleisbögen darf bei Neubauten nicht weniger als 180 m betragen.
Auch eine zu kurze Ausgleichsgerade zwischen zwei gegenläufigen Bögen kann Überpufferung verursachen. Ein weiterer Grund für eine Überpufferung kann falsches Kuppeln oder ein defekter Puffer sein.
Bei einer Überpufferung schieben sich die Puffer seitlich aneinander vorbei. Wird jedoch eines der beiden Fahrzeuge angehoben, sodass sich die Puffer übereinander schieben, spricht man von Aufklettern.